# Wilhelm Splieth

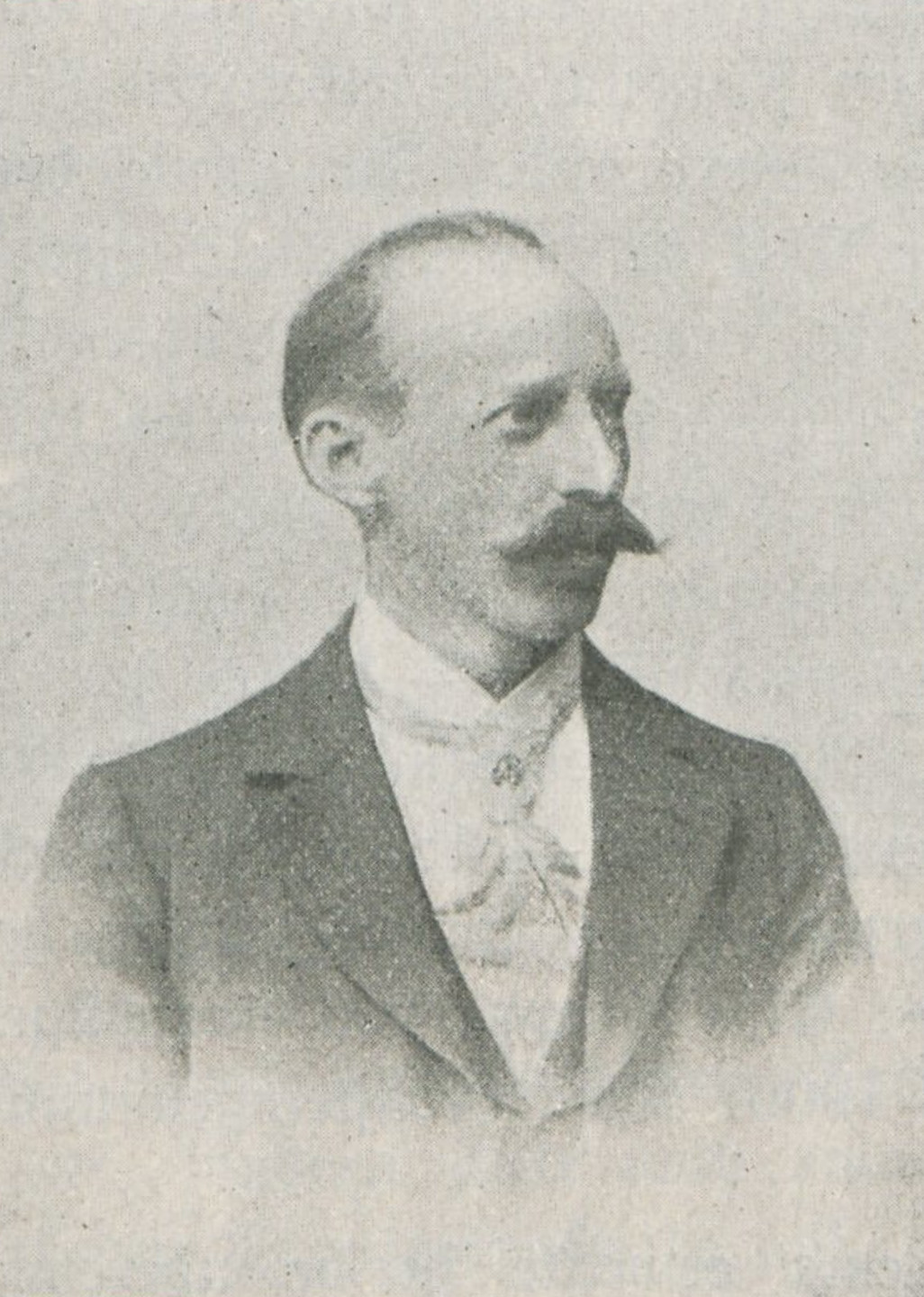
Wilhelm Splieth

Wilhelm Andreas Hermann Splieth (* 10. Oktober 1862 in Itzehoe; † 10. Februar 1901 in Meran) war ein deutscher Prähistoriker.

## Leben
Wilhelm Splieth besuchte die Schule in Itzehoe und ab 1880 das Lehrerseminar in Tondern. Anschließend arbeitete er als Lehrer in Kiel an einer Volksschule und später an der höheren Mädchenschule. Sein besonderes Interesse galt der Vor- und Frühgeschichte. Durch einen eigenen Fund erlangte er Kontakt mit Johanna Mestorf, der Direktorin des Museums Vaterländischer Altertümer der Universität Kiel. Splieth bildete sich auf diesem Gebiet weiter und konnte erste eigene Veröffentlichungen publizieren.

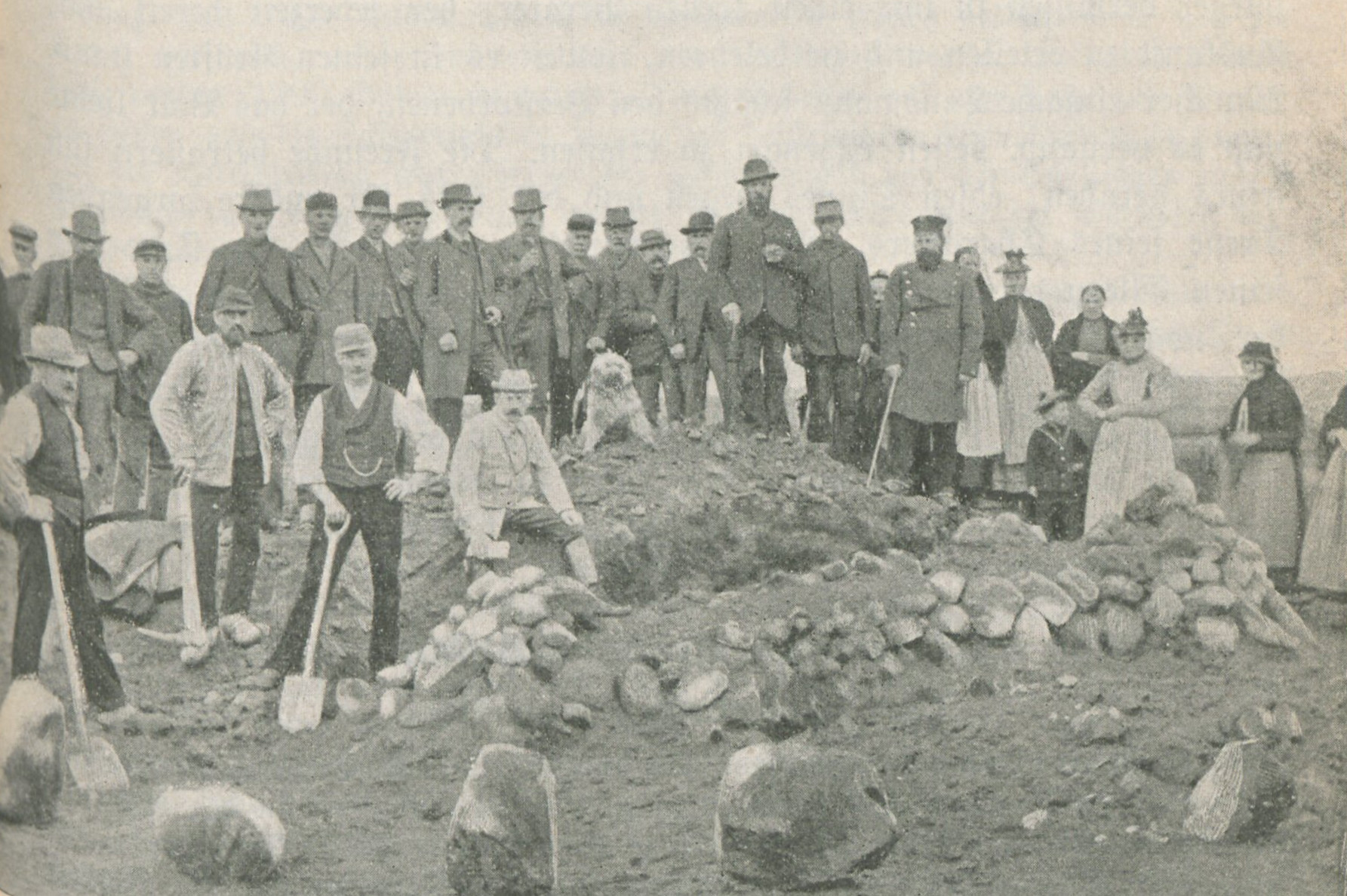
Wilhelm Splieth bei einer Ausgrabung in Maasbüllfeld im Jahr 1895.

1892 erlangte Splieth die Stelle des Museumskustos am Museum vaterländischer Alterthümer der Universität Kiel. Parallel dazu betrieb er seine akademische Fortbildung weiter, insbesondere auf naturwissenschaftlichem Gebiet, und wurde 1896 promoviert. In seiner Funktion als Kustos sicherte Splieth Altertumsdenkmäler in ganz Schleswig-Holstein und nahm eigene Ausgrabungen vor. Sein besonderes Interesse galt dem Danewerk, das er vor weiterer Zerstörung schützen konnte.
Im Jahr 1954 wurde im Hamburger Stadtteil Sülldorf der Spliethweg nach ihm benannt.

## Veröffentlichungen (Auswahl)
- Grabfund im Dronninghøi beim Deckerkrug neben Schuby (Kirchspiel Schleswig). In: Zeitschrift der Gesellschaft für Schleswig-Holstein-Lauenburgische Geschichte. Bd. 16 (1886) S. 429–435.
- mit Heinrich Handelmann: Neue Mittheilungen von den Runensteinen bei Schleswig. Toeche, Kiel 1889.
- Eine wendische Ansiedelung am Scharfsee bei Preetz. 1890
- Ein Gräberfeld der jüngeren Eisenzeit auf Föhr. In: Mitteilungen des anthropologischen Vereins in Schleswig-Holstein Heft 5, 1892, S. 27–33.
- Ausgrabungen im Nydam Moor – Bronzealtergräber in Holstein, Bornhöved, Gönnebek, Löptin. In: Mitteilungen des Anthropologischen Vereins in Schleswig Holstein Bd. 7 (1894)
- Funde von Baumsärgen in Schleswig-Holstein. In: Bericht des Schleswig-Holsteinischen Museumsvaterländischer Alterthümer bei der Universität Kiel 40, 1894, S. 17–22.
- Zwei Grabhügel bei Schleswig. 1895.
- Sichergestellte Altertumsdenkmäler. 1895
- Über vorgeschichtliche Altertümer Schleswig-Holsteins mit besonderer Berücksichtigung ihrer Beziehung zu der Geologie des Landes und ihrer mineralogischen Eigenschaften. Lipsius & Tischer, Kiel 1896 (Digitalisat).
- Ein Kjøkkenmødding aus der Völkerwanderungszeit. 1896
- Die Steinaltergräber im Gute Hemmelmark bei Eckenrförde. 1897
- Urnenfriedhöfe der jüngeren Bronzezeit in Holstein. 1897
- Eine Gruppe von Grabhügeln der älteren Bronzezeit in Holstein. Kiel 1898.
- Die Bernsteingewinnung an der schleswig-holsteinischen Küste. In: Mitteilungen des anthropologischen Vereins für Schleswig-Holstein 13, 1900, S. 15ff.
- Inventar der Bronzealterfunde aus Schleswig-Holstein. Lipsius & Tischer, Kiel 1900.